# Landkreis Märkisch-Oderland

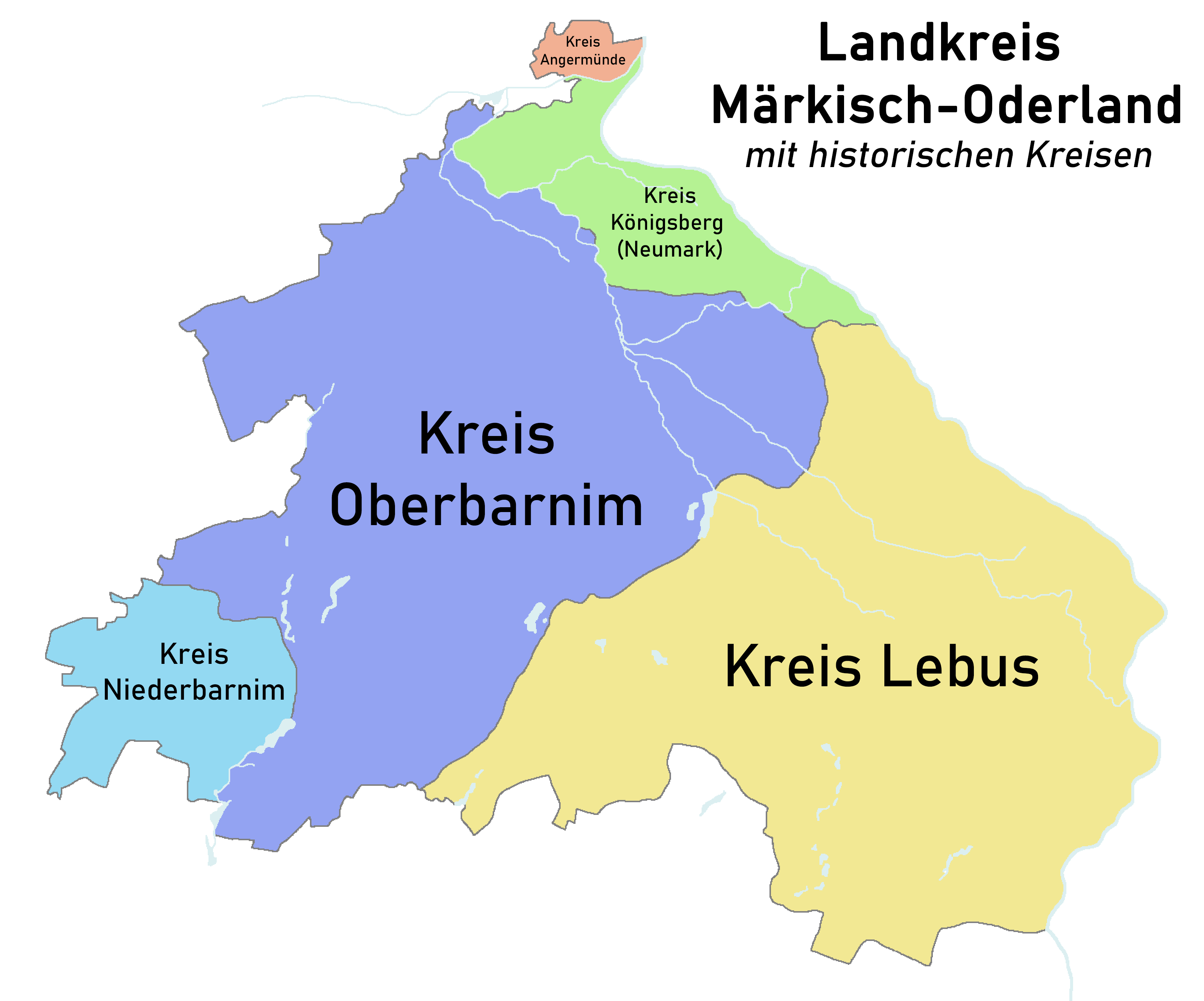
Aufteilung des Kreisgebietes vor 1952

Der Landkreis Märkisch-Oderland ist ein Landkreis im Osten des Landes Brandenburg. Benachbart sind im Norden der Landkreis Barnim, im Osten die Republik Polen, im Süden die kreisfreie Stadt Frankfurt (Oder) und der Landkreis Oder-Spree und im Westen das Land Berlin. Der Naturpark Märkische Schweiz liegt im Landkreis. Die Grenzziehung erfolgte nach dem Prinzip der Bildung von Sektoralkreisen.

## Geografie
Der Landkreis, der im östlichen Brandenburg östlich der Bundeshauptstadt Berlin liegt, umfasst die Landschaften des Oberbarnims, den deutschen Teil des Landes Lebus und das Oderbruch bis zum deutsch-polnischen Grenzfluss Oder.

## Geschichte
Der Landkreis entstand 1993 im Rahmen der brandenburgischen Kreisreform durch Zusammenlegung der Landkreise Bad Freienwalde, Seelow, Strausberg und teilweise aus dem Landkreis Fürstenwalde.

## Gemeinden
Nach Abschluss der Gemeindegebietsreform 2003 umfasst der Landkreis 45 Gemeinden, darunter acht Städte.
(Einwohner am 31. Dezember 2024)
| Amtsfreie Städte 1. Altlandsberg (9630) 2. Bad Freienwalde (Oder) (11.877) 3. Müncheberg (6831) 4. Seelow * (5541) 5. Strausberg (27.719) 6. Wriezen * (7107) Weitere amtsfreie Gemeinden 1. Fredersdorf-Vogelsdorf (14.644) 2. Hoppegarten (18.218) 3. Letschin (3735) 4. Neuenhagen bei Berlin (19.225) 5. Petershagen/Eggersdorf (15.432) 6. Rüdersdorf bei Berlin (15.889) |

Ämter und zugehörige Gemeinden

(Sitz der Amtsverwaltung *)
| 1. Barnim-Oderbruch (6807) [Sitz: Wriezen] 1. Bliesdorf (1306) 2. Neulewin (934) 3. Neutrebbin (1359) 4. Oderaue (1560) 5. Prötzel (1093) 6. Reichenow-Möglin (555) 2. Falkenberg-Höhe (4610) 1. Beiersdorf-Freudenberg (627) 2. Falkenberg * (2208) 3. Heckelberg-Brunow (722) 4. Höhenland (1053) | 3. Golzow (5178) 1. Alt Tucheband (829) 2. Bleyen-Genschmar (415) 3. Golzow * (816) 4. Küstriner Vorland (2487) 5. Zechin (631) 4. Lebus (5975) 1. Lebus, Stadt * (3049) 2. Podelzig (877) 3. Reitwein (458) 4. Treplin (343) 5. Zeschdorf (1248) | 5. Märkische Schweiz (10.978) 1. Buckow (Märkische Schweiz), Stadt * (1513) 2. Garzau-Garzin (512) 3. Märkische Höhe (603) 4. Oberbarnim (2069) 5. Rehfelde (5403) 6. Waldsieversdorf (878) 6. Seelow-Land (8421) [Sitz: Seelow] 1. Falkenhagen (Mark) (670) 2. Fichtenhöhe (465) 3. Gusow-Platkow (1307) 4. Lietzen (671) 5. Lindendorf (1362) 6. Neuhardenberg (2504) 7. Vierlinden (1442) |  |

## Bevölkerungsentwicklung
| Jahr | Einwohner |
| ---- | --------- |
| 1993 | 169.985   |
| 1995 | 172.577   |
| 2000 | 188.277   |
| 2005 | 192.122   |
| 2010 | 190.502   |
| 2015 | 190.714   |

| Jahr | Einwohner |
| ---- | --------- |
| 2020 | 197.195   |
| 2021 | 197.965   |
| 2022 | 196.930   |
| 2023 | 197.785   |
| 2024 | 197.817   |

Gebietsstand und Einwohnerzahl am 31. Dezember des jeweiligen Jahres ab 2011 auf Basis des Zensus 2011, ab 2022 auf Basis des Zensus 2022

## Politik

### Kreistag
- Linke: 5
- Bündnis MOL: 2
- SPD: 8
- Grüne: 4
- Bauern: 4
- UfW: 1
- BVB/FW: 5
- FDP: 2
- CDU: 9
- AfD: 16

Die 56 Sitze im Kreistag verteilen sich seit der Wahl am 9. Juni 2024 wie folgt auf Parteien und Wählergruppen:
| Partei/Gruppierung                                      | Stimmen 2019 | Stimmen 2024 |  | Sitze 2019 | Sitze 2024 |
| ------------------------------------------------------- | ------------ | ------------ |  | ---------- | ---------- |
| AfD                                                     | 17,7 %       | 29,0 %       |  | 10         | 14         |
| CDU                                                     | 15,5 %       | 15,8 %       |  | 9          | 9          |
| SPD                                                     | 16,7 %       | 14,7 %       |  | 10         | 8          |
| Die Linke                                               | 17,6 %       | 9,4 %        |  | 10         | 5          |
| BVB/Freie Wähler                                        | 5,5 %        | 9,2 %        |  | 3          | 5          |
| Bauern und Ländlicher Raum                              | 4,8 %        | 6,3 %        |  | 3          | 4          |
| Bündnis 90/Die Grünen                                   | 11,2 %       | 6,3 %        |  | 6          | 4          |
| FDP                                                     | 5,4 %        | 4,2 %        |  | 3          | 2          |
| Bündnis MOL für Vernunft und Gerechtigkeit              | –            | 3,4 %        |  | –          | 2          |
| Unabhängige und freie Wählergemeinschaft Pro Strausberg | 1,6 %        | 1,4 %        |  | 1          | 1          |
| Unabhängiger Bürger-Bund                                | 0,6 %        | 0,3 %        |  | –          | –          |
| Pro Zukunft Märkisch-Oderland                           | 2,2 %        | –            |  | 1          | –          |
| Die Heimat (2019: NPD)                                  | 0,6 %        | –            |  | –          | –          |

### Landrat
- 1993–1997: Gunter Fritsch (SPD)
- 1997–2005: Jürgen Reinking (SPD)
- seit 2005: Gernot Schmidt (SPD)

Schmidt wurde in der Landratsstichwahl am 17. Oktober 2021 mit 53,8 % der gültigen Stimmen für weitere acht Jahre in seinem Amt bestätigt.

### Wappen
Das Wappen wurde am 2. Juli 1996 genehmigt.
Blasonierung: „Geteilt von Silber und Rot; oben wachsend ein goldbewehrter, roter Adler, die Flügel mit goldenen Kleestengeln belegt; unten ein silberner Wellenbalken, belegt mit einem roten Wellenfaden und bedeckt mit schräggekreuzten, begrifften goldenen Bootshaken, oben bewinkelt von einem goldenen Stern.“
Die Wappen der Ämter, Städte und Gemeinden des Landkreises findet man in der Liste der Wappen im Landkreis Märkisch-Oderland.

## Wirtschaft und Verkehr
Im Zukunftsatlas 2016 belegte der Landkreis Märkisch-Oderland Platz 348 von 402 Landkreisen, Kommunalverbänden und kreisfreien Städten in Deutschland und zählt damit zu den Regionen mit „Zukunftsrisiken“. Der Zukunftsatlas 2019 listet den Landkreis Märkisch-Oderland nahezu unverändert auf Rang 346.

### Verkehr
Durch den westlichen Teil des Landkreises verläuft die Autobahn A 10 (Berliner Ring).

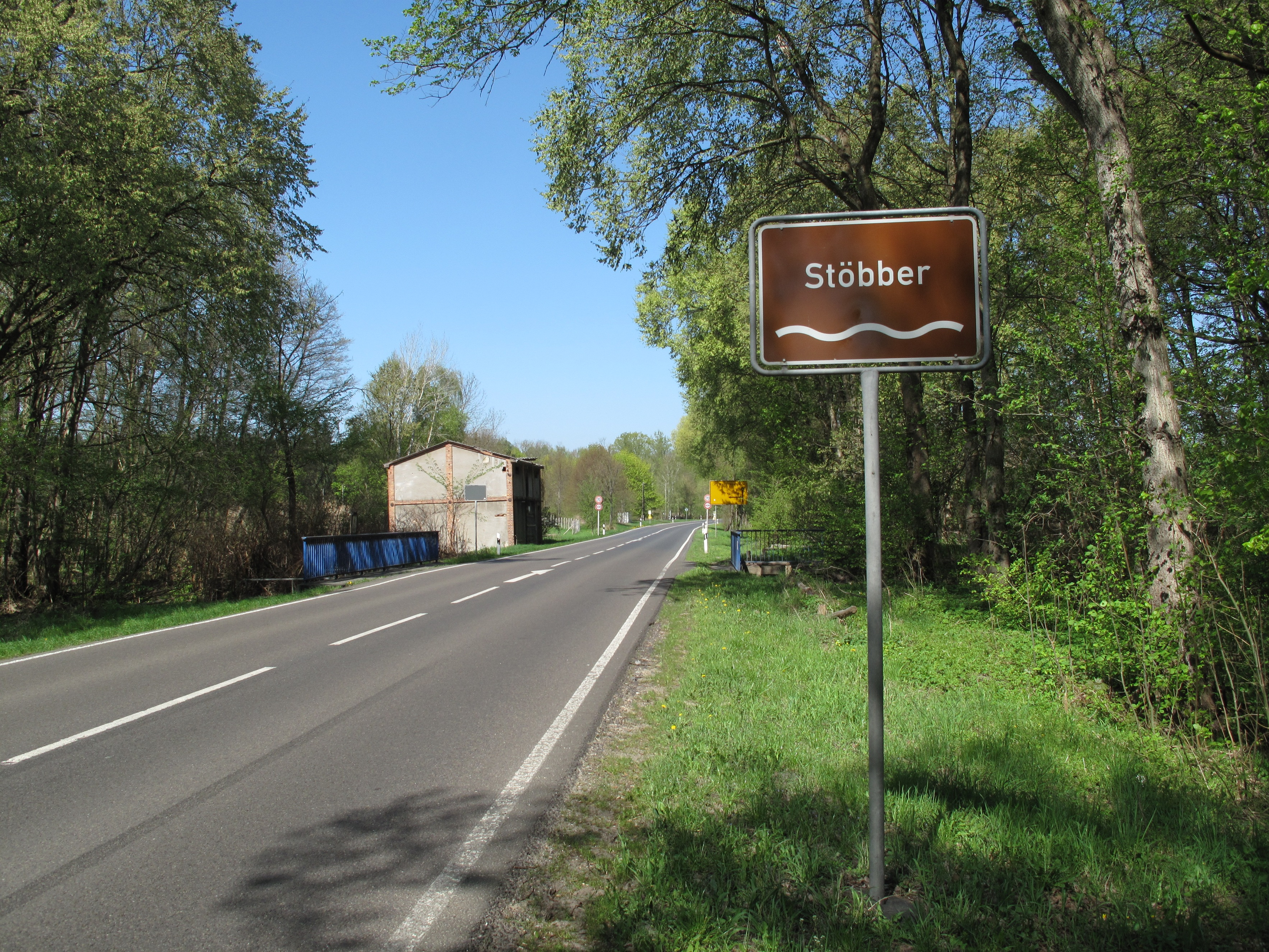
Bundesstraße 167 bei Altfriedland

Die Bundesstraßen 1, 5, 112, 158, 167 und 168 verlaufen über das Kreisgebiet.

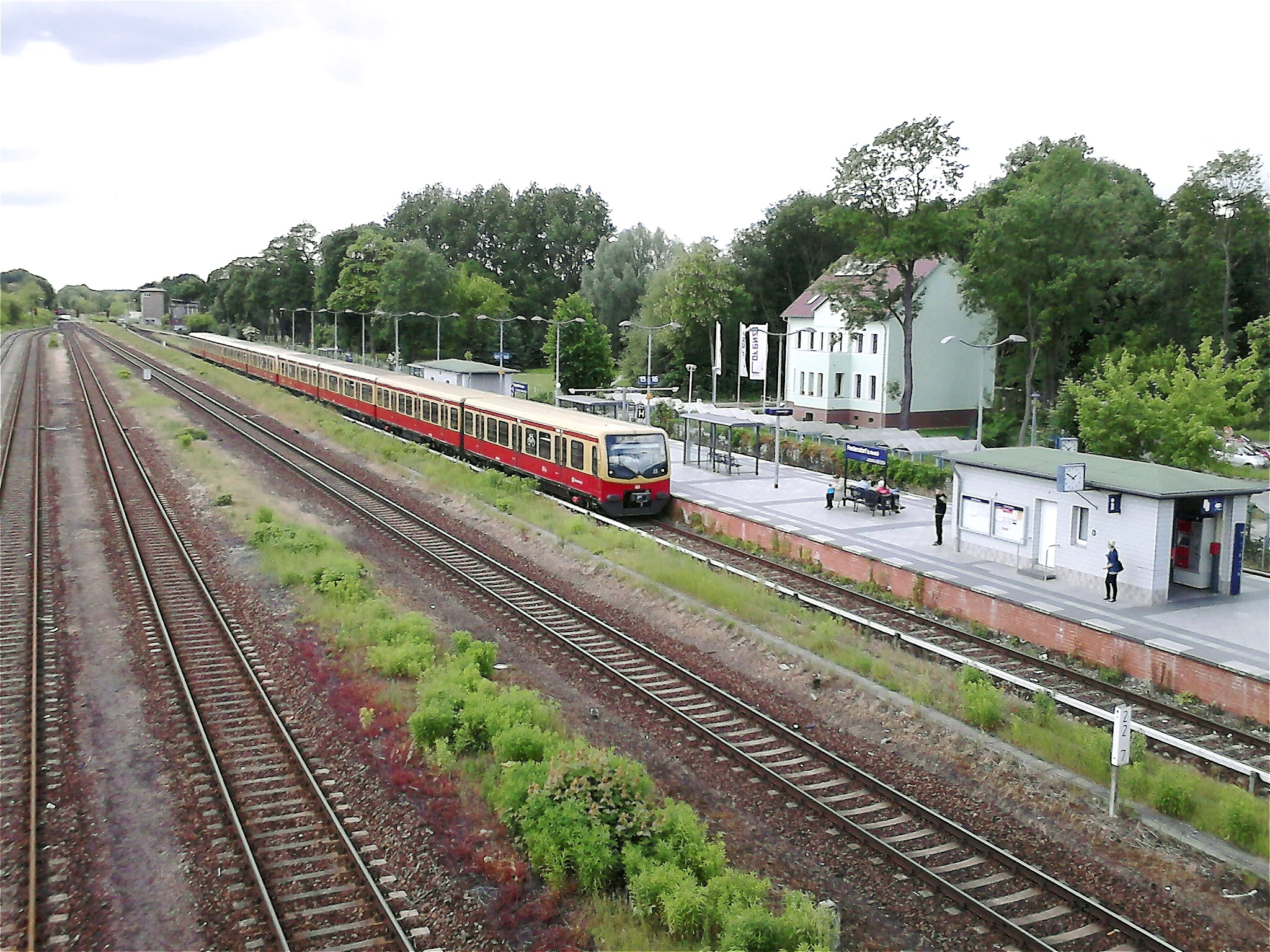
Bahnhof in Fredersdorf

Wichtige Bahnstrecken auf dem Gebiet des Kreises sind die Strecken Berlin–Kostrzyn und Eberswalde–Frankfurt (Oder).
Der Busverkehr wird im süd/westlichen Bereich von der Märkisch-Oderland Bus, im nord/östlichen Bereich von der Barnimer Busgesellschaft betrieben. Die Berliner Verkehrsbetriebe und Busverkehr Oder-Spree betreiben Buslinien, die teils durch den Landkreis Märkisch-Oderland verlaufen.

## Schutzgebiete
Im Landkreis befinden sich 42 ausgewiesene Naturschutzgebiete (Stand Februar 2017).

## Kfz-Kennzeichen
Am 1. Januar 1994 wurde dem Landkreis das Unterscheidungszeichen MOL zugewiesen und seitdem ausgegeben.
Bis etwa zum Jahr 2000 erhielten Fahrzeuge aus den Altkreisen besondere Erkennungsnummern:
| Gebiet                   | Buchstaben | Zahlen    |
| ------------------------ | ---------- | --------- |
| Altkreis Bad Freienwalde | A bis E    | 1 bis 999 |
| Altkreis Bad Freienwalde | AA bis EZ  | 1 bis 999 |
| Altkreis Seelow          | F bis K    | 1 bis 999 |
| Altkreis Seelow          | FA bis KY  | 1 bis 999 |
| Altkreis Strausberg      | L bis Z    | 1 bis 999 |
| Altkreis Strausberg      | LA bis ZZ  | 1 bis 999 |

Seit dem 18. März 2013 sind zudem die Unterscheidungszeichen FRW (Bad Freienwalde), SEE (Seelow) und SRB (Strausberg) wieder erhältlich.

## Eingliederungen und Zusammenschlüsse von Gemeinden
In der Tabelle sind die Eingliederungen und Zusammenschlüsse von Gemeinden seit der Bildung des Landkreises am 5. Dezember 1993 erfasst.
| Gemeinde               | Datum      | Eingliederung von                                               | nach                  | Zusammenschluss von                                                                          | zu                            |
| ---------------------- | ---------- | --------------------------------------------------------------- | --------------------- | -------------------------------------------------------------------------------------------- | ----------------------------- |
| Alt Tucheband          | 31.12.2001 |                                                                 |                       | Alt Tucheband Hathenow Rathstock                                                             | Alt Tucheband                 |
| Altlandsberg           | 31.12.1997 | Wegendorf                                                       | Altlandsberg          |                                                                                              |                               |
| Altlandsberg           | 31.12.2002 |                                                                 |                       | Altlandsberg Bruchmühle Buchholz Gielsdorf Wesendahl                                         | Altlandsberg                  |
| Bad Freienwalde (Oder) | 06.12.1993 | Altranft                                                        | Bad Freienwalde       |                                                                                              |                               |
| Bad Freienwalde (Oder) | 26.10.2003 | Altglietzen Bralitz Hohenwutzen Neuenhagen Schiffmühle          | Bad Freienwalde       |                                                                                              |                               |
| Beiersdorf-Freudenberg | 31.12.2001 |                                                                 |                       | Beiersdorf Freudenberg                                                                       | Beiersdorf-Freudenberg        |
| Bleyen-Genschmar       | 31.12.2001 |                                                                 |                       | Bleyen Genschmar                                                                             | Bleyen-Genschmar              |
| Bliesdorf              | 31.12.1997 |                                                                 |                       | Bliesdorf Kunersdorf/Metzdorf                                                                | Bliesdorf-Kunersdorf-Metzdorf |
| Falkenberg             | 31.12.2001 |                                                                 |                       | Dannenberg/Mark Falkenberg/Mark Kruge/Gersdorf                                               | Falkenberg                    |
| Fichtenhöhe            | 26.10.2003 |                                                                 |                       | Alt Mahlisch Carzig Niederjesar                                                              | Fichtenhöhe                   |
| Fredersdorf-Vogelsdorf | 06.12.1993 |                                                                 |                       | Fredersdorf Vogelsdorf                                                                       | Fredersdorf-Vogelsdorf        |
| Garzau-Garzin          | 31.12.2001 |                                                                 |                       | Garzau Garzin                                                                                | Garzau-Garzin                 |
| Gusow-Platkow          | 31.12.1997 |                                                                 |                       | Gusow Platkow                                                                                | Gusow-Platkow                 |
| Heckelberg-Brunow      | 31.12.2001 |                                                                 |                       | Brunow Heckelberg                                                                            | Heckelberg-Brunow             |
| Höhenland              | 01.05.2002 |                                                                 |                       | Leuenberg Steinbeck                                                                          | Höhenland                     |
| Höhenland              | 26.10.2003 | Wölsickendorf-Wollenberg                                        | Höhenland             |                                                                                              |                               |
| Hoppegarten            | 26.10.2003 |                                                                 |                       | Dahlwitz-Hoppegarten Hönow Münchehofe                                                        | Hoppegarten                   |
| Küstriner Vorland      | 31.12.1997 |                                                                 |                       | Gorgast Küstrin-Kietz Manschnow                                                              | Küstriner Vorland             |
| Lebus                  | 31.12.1998 | Schönfließ                                                      | Lebus                 |                                                                                              |                               |
| Lebus                  | 31.12.2001 | Mallnow Wulkow bei Booßen                                       | Lebus                 |                                                                                              |                               |
| Letschin               | 01.01.1995 |                                                                 |                       | Klein Neuendorf Sietzing                                                                     | Sietzing                      |
| Letschin               | 31.12.1997 |                                                                 |                       | Letschin Sophienthal Steintoch                                                               | Letschin                      |
| Letschin               | 26.10.2003 |                                                                 |                       | Gieshof-Zelliner Loose Groß Neuendorf Kiehnwerder Kienitz Letschin Neubarnim Ortwig Sietzing | Letschin                      |
| Lindendorf             | 26.10.2003 |                                                                 |                       | Dolgelin Libbenichen Neu Mahlisch Sachsendorf                                                | Lindendorf                    |
| Märkische Höhe         | 31.12.2001 |                                                                 |                       | Batzlow Reichenberg Ringenwalde                                                              | Märkische Höhe                |
| Müncheberg             | 01.03.2002 |                                                                 |                       | Eggersdorf/Mü. Hermersdorf/Obersdorf Hoppegarten/Mü. Jahnsfelde Müncheberg Trebnitz          | Müncheberg                    |
| Neuhardenberg          | 01.05.1998 | Altfriedland Wulkow bei Trebnitz                                | Neuhardenberg         |                                                                                              |                               |
| Neuhardenberg          | 26.10.2003 | Quappendorf                                                     | Neuhardenberg         |                                                                                              |                               |
| Neulewin               | 26.10.2003 | Güstebieser Loose                                               | Neulewin              | Neulewin Neulietzegöricke                                                                    | Neulewin                      |
| Neutrebbin             | 01.01.1995 |                                                                 |                       | Neutrebbin Wuschewier                                                                        | Neutrebbin                    |
| Neutrebbin             | 31.12.1997 |                                                                 |                       | Altbarnim Alttrebbin Neutrebbin                                                              | Neutrebbin                    |
| Oberbarnim             | 31.12.2001 |                                                                 |                       | Bollersdorf Grunow Klosterdorf                                                               | Oberbarnim                    |
| Oberbarnim             | 26.10.2003 | Ihlow                                                           | Oberbarnim            |                                                                                              |                               |
| Oderaue                | 31.12.1997 |                                                                 |                       | Altreetz Mädewitz Wustrow                                                                    | Altreetz                      |
| Oderaue                | 26.10.2003 | Altreetz Zäckericker Loose                                      | Oderaue               | Neuküstrinchen Neureetz Neurüdnitz                                                           | Oderaue                       |
| Petershagen/Eggersdorf | 06.12.1993 |                                                                 |                       | Eggersdorf Petershagen                                                                       | Petershagen/Eggersdorf        |
| Prötzel                | 31.12.1997 |                                                                 |                       | Prötzel Sternebeck/Harnekop                                                                  | Prötzel                       |
| Rehfelde               | 26.10.2003 | Werder Zinndorf                                                 | Rehfelde              |                                                                                              |                               |
| Reichenow-Möglin       | 31.12.1997 |                                                                 |                       | Möglin Reichenow                                                                             | Reichenow-Möglin              |
| Rüdersdorf bei Berlin  | 26.10.2003 | Hennickendorf Herzfelde Lichtenow                               | Rüdersdorf bei Berlin |                                                                                              |                               |
| Seelow                 | 26.10.2003 | Werbig                                                          | Seelow                |                                                                                              |                               |
| Strausberg             | 06.12.1993 | Hohenstein                                                      | Strausberg            |                                                                                              |                               |
| Vierlinden             | 26.10.2003 |                                                                 |                       | Diedersdorf Friedersdorf Marxdorf Worin                                                      | Vierlinden                    |
| Wriezen                | 31.12.1997 | Altwriezen/Beauregard Eichwerder Rathsdorf/Neugaul Schulzendorf | Wriezen               |                                                                                              |                               |
| Wriezen                | 31.12.1997 |                                                                 |                       | Frankenfelde Haselberg Lüdersdorf/Biesdorf                                                   | Wriezener Höhe                |
| Wriezen                | 26.10.2003 | Wriezener Höhe                                                  | Wriezen               |                                                                                              |                               |
| Zechin                 | 31.12.1997 |                                                                 |                       | Buschdorf Friedrichsaue Zechin                                                               | Zechin                        |
| Zeschdorf              | 31.12.1997 |                                                                 |                       | Alt Zeschdorf Döbberin Petershagen                                                           | Zeschdorf                     |

Am 1. Mai 1998 wurde Bliesdorf-Kunersdorf-Merzdorf in Bliesdorf umbenannt.